# Fernando I. Juan Ramón Folch
Don Fernando I. Juan Ramón Folch (katalonski: Ferran I Joan Ramon Folc) (Arbeca, 1469. — Barcelona, 13. studenog 1543.) bio je španjolski plemić; vojvoda Cardone, markiz Pallarsa Sobire, grof Pradesa, vikont Villamura te lord Entençe. Bio je katalonski plemić s najviše utjecaja u svoje vrijeme jer je postao potkralj Sicilije.

## Obitelj
Fernando je bio sin vojvode Ivana Ramóna Folcha IV. od Cardone i njegove supruge, gospe Aldonçe Enríquez (teta kralja Ferdinanda II. Katoličkog), te tako unuk gospe Ivane od Urgella.
1497. (ili 17. veljače 1498.) Fernando je prvo oženio Doñu Franciscu Manrique de Laru, kćer Don Petra Manriquea de Lare III., koji je bio prvi vojvoda Nájere.
Fernando i njegova prva supruga bili su roditelji četiriju kćeri:
- Ana
- Marija, supruga Franje Gilaberta de Centellesa[1]
- Ivana od Cardone, očeva nasljednica
- Aldonça

Don Fernandova druga žena bila je neka Izabela. Vjenčali su se 1540. te su dobili kćeri Hipolitu i Elizabetu.